# N690Co
N690Co (ou Böehler N690 Extra, ou simplement N690) désigne un acier inoxydable, propriété de Böehler Special Steel. 

## Description
C'est un acier martensique au chrome, avec addition de cobalt, molybdène et vanadium. La variante N690 ISO Extra est réalisée par fusion par arc sous vide.
Il est conçu pour les applications de découpe (coutellerie, instruments chirurgicaux...) ainsi que les pièces soumises à forte sollicitation (roulements, valves, pistons, etc.).
La dureté d'usage type est de HRC 58-60. L'addition importante de cobalt contribue à augmenter la résilience du matériau.
Composition type
- C : 1,07
- Mn : 0,4
- Cr : 17,3
- Si : 0,4
- Mo : 1,10
- V : 0,1
- Co : 1,5

Désignation DIN1.4528
Désignation ENX 105 CrCoMo18-2.

## Référence
- [PDF] (en) Fiche de référence Böehler